# Mika (nome)
Mika  è un nome proprio di persona giapponese femminile.

## Origine e diffusione
È composto dai kanji 美 (mi, "bello") e 香 (ka, "profumo") oppure 加 (ka, "aumentare"); il primo dei due elementi si ritrova anche in Emi, Akemi, Ami, Satomi, Tamiko, Aimi e Misao, il secondo in Haruka, Chikako, Fumika e Shizuka. 
Va notato che "Mika" è anche un nome maschile finlandese, una forma abbreviata di Mikael, la forma finlandese di Michele.

## Onomastico
Il nome non è portato da alcuna santa, quindi è adespota, e l'onomastico ricade il 1º novembre in occasione di Ognissanti.

## Persone
- Mika Doi, doppiatrice giapponese
- Mika Kanai, doppiatrice e cantante giapponese
- Mika Kawamura, fumettista giapponese
- Mika Kikuchi, attrice e doppiatrice giapponese